# Scheepsmaat Woeltje
Scheepsmaat Woeltje is een jeugdboek van de Nederlandse schrijver Klaas Norel. Het boek gaat over de lotgevallen van een jongen in het eind van de 16e eeuw die van zee droomt en uiteindelijk als scheepsjongen een grote reis maakt. Het boek is het eerste deel van een trilogie, waarvan het tweede deel en het derde deel respectievelijk Stuurman Aart en Schipper Wessels heten.

## Het verhaal
Aart Wessels is een nogal ongedurige jongen, die niet kan stilzitten. Om deze reden wordt hij door zijn leraar, meester Schrijver, 'woelwater' genoemd wat uiteindelijk is afgekort tot Woeltje. School interesseert hem niet zo omdat hij van verre landen en reizen droomt, en daarom wil hij naar zee. Uiteindelijk stopt hij met school en gaat werken, maar ook dat wil niet echt vlotten.
Uiteindelijk is Woeltje groot genoeg en monstert hij aan bij schipper Eriksz, die op Noordzee- en Baltische havens vaart. De eerste reis voert naar Danzig. Woeltje houdt van het varen maar wordt getreiterd door de oudere scheepsgezellen, met name door Jaap Leffers die hem zelfs opzettelijk dronken voert. Krijn Klauwers, de kok, neemt hem in bescherming.
Die winter onderneemt schipper Eriksz een grote reis, en Woeltje gaat natuurlijk mee. De reis gaat via Medemblik en Hamburg naar het Noord-Afrikaanse Magasant, en van daar naar Brazilië. De reis loopt niet zoals gehoopt want de gehele bemanning wordt bij het eiland van de prins door piraten van Sao Thome gevangengenomen. Het schip wordt buitgemaakt en de Hollanders worden tewerkgesteld in een slavenkamp.
Hier volgen bittere jaren waarin het harde werk en twee epidemieën dertig van de zesendertig mannen het leven kosten. Ook Woeltjes mentor, de kok Krijn Klauwers, overlijdt. Maar omdat de groep -inmiddels aangevuld met twee Fransen- geen tekenen van weerstand meer vertoont verslapt de bewaking en schipper Eriksz plant een ontsnapping. Na een spectaculaire vlucht weet de groep een vissersboot te kapen en te ontsnappen van het eiland.
De acht zeilen naar de Goudkust waar men gadeslaat hoe een Portugese handelaar ivoor en goud koopt. Van hem vernemen ze dat Spanje Portugal heeft veroverd en dat de Portugese havens dus niet meer veilig zijn. Men zal dus ten minste tot Frankrijk moeten zeilen voor men kan aanleggen, omdat Afrikaanse havens ook niet veilig zijn. Tijdens de terugreis lijden ze honger en komen ze in een travade (cycloon) terecht. Jaap Leffers die de ontberingen eveneens heeft overleefd biedt Woeltje zijn excuses aan voor al zijn getreiter.
Gelukkig worden ze op tijd door een Frans schip opgepikt en kunnen ze via Bordeaux terugkeren naar Holland. Woeltje is blij weer thuis te zijn maar is nu zo groot geworden dat hij vanaf nu Aart genoemd wordt.